# Асоціація «Професійний уряд»
Асоціація «Професійний уряд» (англ. Professional Government Association of Ukraine — PGA) — об'єднання українців-випускників провідних університетів світу, що налічує понад 3000 членів.

## Мета організації
Бути громадянською платформою сприяння підвищенню якості урядування та створенню в Україні найкращого уряду в світі.

## Завдання
- Заохочувати українців, що мають західну освіту, долучатися до державної служби
- Просувати реформу державного управління[3][4]
- Сприяти впровадженню реформи[5]
- Відслідковувати прогрес реформи[6][7]

## Діяльність
На хвилі Революції гідності у лютому 2014 року спільноти випускників західних вишів об'єднуються у Ініціативу «Професійний уряд» (PGI) у відповідь на запит суспільства на молоді та кваліфіковані кадри.
У березні того ж року, PGI направляє відкритий лист прем'єр-міністрові України Арсенію Яценюку, у якому висловлює готовність виступити інтелектуальним ресурсом для заповнення посад у державному секторі.
До березня 2015 в систему потрапляють близько 100 молодих професіоналів, але в той же час, інтерес уряду до Ініціативи починає вичерпуватись.
У грудні 2015 PGA докладається до розробки Закону України «Про державну службу». В січні 2016 року реєструється як неурядова організація, а за рік трансформується з Ініціативи в Асоціацію.
Протягом 2017 року Асоціація «Професійний уряд» підписує меморандум про співпрацю щодо реформи державного управління з Секретаріатом Кабінету Міністрів України, а також долучається до розробки і запуску єдиного порталу вакансій державної служби, допомагає обробляти заявки.
З початку 2018 року Асоціація «Професійний уряд» є членом Наглядової ради проекту «Нові лідери». У лютому 2018 року PGA видає публічне звернення до уряду щодо вдосконалення конкурсних процедур, і невдовзі ці пропозиції враховуються КМУ при внесенні змін до порядку проведення конкурсу.
У квітні того ж року Асоціація запускає масштабний проект «Цикл зворотного зв'язку державної служби».

### «Цикл зворотного зв'язку державної служби»[20]
Проект передбачає отримання зворотного зв'язку від державних службовців шляхом проведення глибинних інтерв'ю, роботи у фокус-групах та проведення масштабного онлайн-опитування посадовців. В опитуванні братимуть участь понад 4,2 тис. державних службовців з 13 міністерств.
|                                                         | Це дослідження вперше відбудеться в Україні. Воно передбачає опитування різних категорій посадовців за такими ключовими параметрами сучасної державної служби,як меритократичність, автономність, організаційні цінності та результативність. Це дозволить краще зрозуміти поточний стан державного апарату України та напрацювати конкретні рекомендації з вирішення наявних проблем" |
| — Олександр Саєнко, Міністр Кабінету Міністрів України. | |

З метою реалізації проекту було підписано меморандум про співпрацю з Кабінетом Міністрів України, Київською школою економіки та Стенфордським центром демократії, розвитку та правовладдя.

## Спільноти-члени
- Гарвард Клуб України
- Асоціація випускників Лондонської школи економіки
- Український клуб випускників Лондонської бізнес-школи (LBS)
- Асоціація випускників бізнес-школи INSEAD
- Асоціація випускників університету Коламбія
- Клуб випускників Джорджатаунського університету в Україні
- Українська спільнота Оксфордського університету
- Асоціації випускників бізнес-шкіл Ukrainian Global MBA League;
- Асоціація випускників бізнес-школи Чиказького університету
- Випускники Університету Південної Кароліни
- Асоціація випускників Коледжу Європи
- Клуб «Молода демократія»
- Українська асоціація випускників французьких освітніх програм AUDES
- Асоціація випускників програми Erasmus Mundus
- Асоціація випускників програми стипендій ім. Едмунда С. Маскі
- Українська асоціація випускників програми Чивнінг (Велика Британія)
- Асоціація випускників канадсько-української парламентської програми (CUPP)
- Кембриджська спільнота України
- Громадська благодійна організація «Українське фулбрайтське коло» (УФК)
- Програма ім. Фулбрайта в Україні
- Асоціація випускників університету Exeter
- Асоціація випускників програми «Всесвітні студії»
- Клуб випускників Міжнародної парламентської стипендії німецького Бундестагу «IPS-Ukraine»
- Коледж імені Карла Фрідріха Гьорделера з питань «належного врядування», стипендіальна програма Фонду Боша та Німецької Ради із зовнішньої політики (DGAP)
- Асоціація випускників IE Business School (Іспанія)
- Асоціація випускників Центрального європейського університету

## Відомі члени
- Боровик Олександр —  заступник Міністра економічного розвитку та торгівлі в 2015 р.,заступник голови Одеської обласної державної адміністрації в 2015—2016 рр.
- Власюк Владислав — генеральний директор директорату з прав людини Міністерства юстиції
- Зайченко Юлія — генеральний директор Директорату стратегічного планування та європейської інтеграції Міністерства юстиції України
- Кацер-Бучковська Наталія — народний депутат України VIII скликання
- Лубкович Юрій — керівник Служби Міністра Кабінету Міністрів
- Новосад Анна — генеральний директор Директорату стратегічного планування та європейської інтеграції Міністерства освіти і науки України
- Омелян Володимир — Міністр інфраструктури
- Пасько Даніїл  — колишній член Національної ради реформ, колишній радник прем'єр-міністра
- Пєтухов Сергій — заступник Міністра юстиції
- Пивоварський Андрій — Міністр інфраструктури в 2014—2016 рр.
- Рутицька Владислава  — заступниця Міністра агрополітики в 2014—2016 рр.
- Рябчин Олексій — народний депутат України VIII скликання
- Трегуб Олена — керівниця департаменту координації міжнародних програм Міністерства економічного розвитку та торгівлі в 2015—2017 рр.
- Цоклан Артур — радник Генерального Прокурора України
- Шевальов Артем — заступник Міністра фінансів в 2014—2015 рр.
- Шеремета Павло — міністр економіки в 2014 році
- Шкрум Альона — народний депутат України VIII скликання